# Wilhelm Raabe
Wilhelm Raabe (8 de setembre de 1831, Eschershausen - 15 de novembre de 1910, Braunschweig) va ser un novel·lista alemany. Va signar els seus primers treballs amb el pseudònim Jakob Corvinus.

## Biografia
Va néixer a Eschershausen (que pertanyia en aquell moment al Ducat de Brunsvic), actualment al districte de Holzminden. Després de rebre classes als instituts de Holzminden i Wolfenbüttel, va començar a treballar com a aprenent en una tenda de llibres a Magdeburg l'any 1849. Va aprofitar aquesta oportunitat per a llegir i es va enriquir amb les històries i el folklore, tant del seu país com d'altres. Va seguir com a aprenent fins a l'any 1854.
Cansat de la rutina del negoci, va estudiar filosofia a Berlín des de l'any 1855 fins al 1857. Va ser en aquesta època quan va publicar el seu primer treball, Die Chronik der Sperlingsgasse (1857) signant amb el pseudònim Jakob Corvinus. Aquest llibre, con conté trossos de la vida entre la burgesia alemanya, va obtindre una gran popularitat.
Veient la gran popularitat del seu llibre, va abandonar els seus estudis i va començar a dedicar-se completament al treball literari. Va tornar a Wolfenbüttel, i va viure a Stuttgart des de l'any 1862 fins al 1870. Aleshores va tornar a Braunschweig i va romandre actiu fins al final del segle. Va publicar més de trenta novel·les i un cert nombre d'històries i esbossos.

## Carrera
La vida de Raabe es pot dividir en tres períodes. Durant el primer, va escriure novel·les alegres, produint una sèrie d'imatges de la vida alemanya a partir de les seues abundants imaginació i experiència, entre les quals hi ha:
- Die Chronik der Sperlingsgasse (1856)
- Die Kinder von Finkenrode (1859)
- Unser Herrgotts Kanzlei (1862)

La influència del pessimisme d'Arthur Schopenhauer és evident durant el segon període. Alguns treballs representatius d'aquest període són:
- Der Hungerpastor (1864)
- Abu Telfan (1867)
- Der Schüdderump (1870)

Aquests tres treballs són considerats de vegades com una trilogia, ja que a pesar de ser completament independents quant al contingut, representen una època distintiva de la vida de Raabe.
Durant el tercer període de la seva vida els seus treballs no tornen a mostrar aquesta vessant pessimista. De fet, els seus treballs tenen un toc d'humor que recorda Charles Dickens, encara que els arguments solen ser seriosos. Horacker (1876) pot ser l'obra que millor represente aquesta tendència, i alguna gent la considera la seua obra mestra. Der Dräumling (1872) i Deutscher Mondschein (1873) també són considerades com algunes de les seues millors obres. Dels seus nombrosos últims treballs Das Odfeld (1889) i Die Akten des Vogelsangs (1895) pareixen ser els més llegits. Kloster Lugau (1894) i Hastenbeck (1899) també pertanyen a aquest període. Les seues principals influències canvien al llarg dels períodes i tenen treballs molt influenciats per Jean Paul al principi, i per  Dickens i Thackeray a l'últim període.
L'estima que li tenia la gent alemanya va ser mostrada especialment a la celebració del seu 70é aniversari l'any 1901. L'any 1965 es van començar a publicar els treballs complets de Raabe amb el nom Sämtliche Werke (Braunschweiger Ausgabe) comissionat pel Braunschweigischen Wissenschaftlichen Gesellschaft i editat per Karl Hoppe.

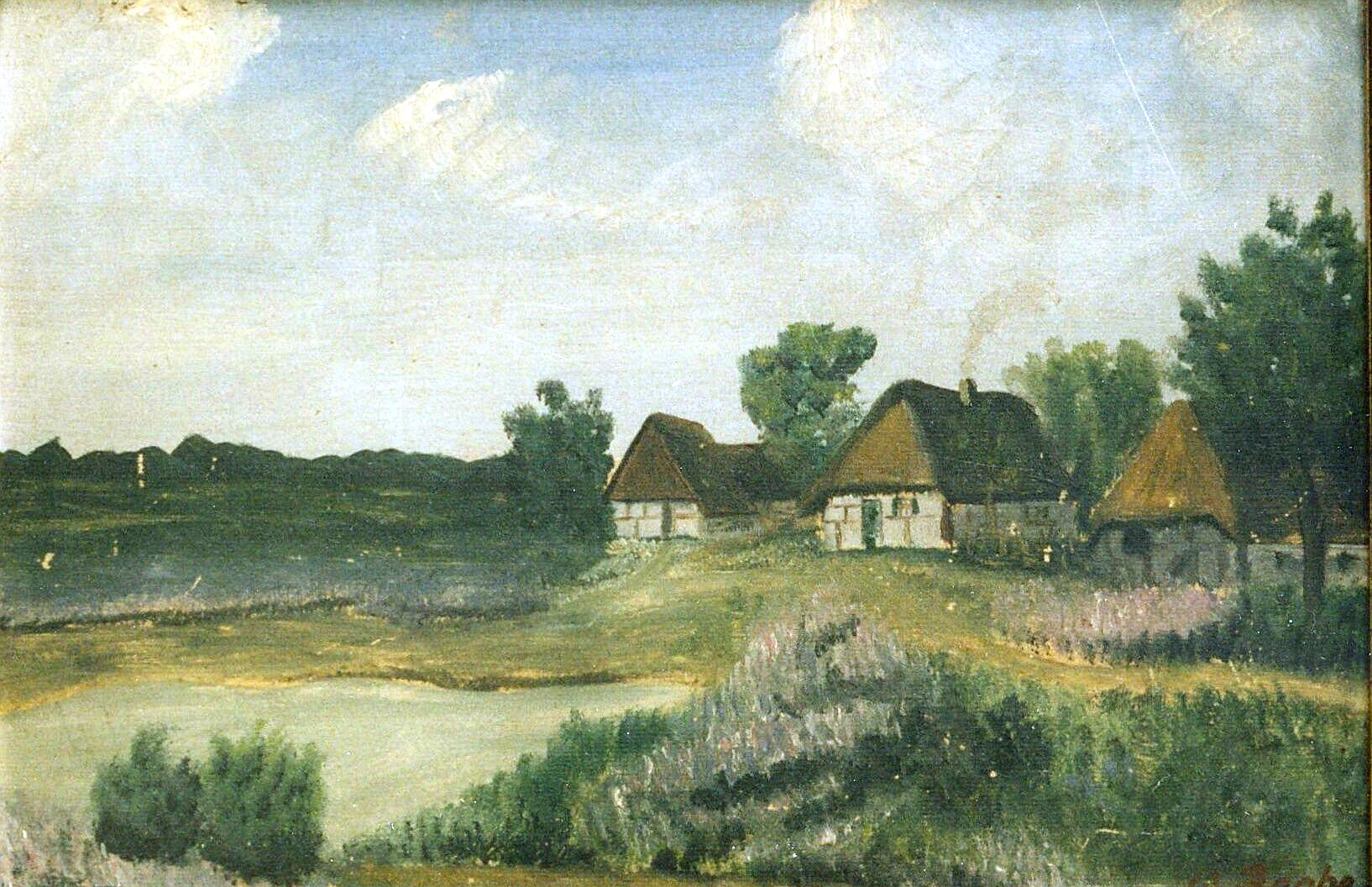
"Bauernkaten in einer Heidelandschaft", pintura a l'oli, 37.0 x 23.2 cm.

A més d'escriure, Wilhelm Raabe també tenia un menys conegut talent per a la pintura. Actualment existeixen aproximadament unes sis-centes pintures seues, que es troben en possessió dels seus descendents o al Museu de Braunschweig.

## Obra completa
- Die Chronik der Sperlingsgasse, 1856
- Ein Frühling, Der Weg zum Lachen, 1857
- Die alte Universität, Der Student von Wittenberg, Weihnachtsgeister, Lorenz Scheibenhart, Einer aus der Menge, 1858
- Die Kinder von Finkenrode, Der Junker von Denow, Wer kann es wenden?, 1859
- Aus dem Lebensbuch des Schulmeisterleins Michel Haas, Ein Geheimnis, 1860
- Auf dunkelm Grunde, Die schwarze Galeere, Der heilige Born, Nach dem großen Kriege, 1861
- Unseres Herrgotts Kanzlei, Das letzte Recht, 1862
- Eine Grabrede aus dem Jahre 1609, Die Leute aus dem Walde, Holunderblüte, Die Hämelschen Kinder, 1863
- Der Hungerpastor, Keltische Knochen, 1864
- Else von der Tanne, Drei Federn, 1865
- Die Gänse von Bützow, Sankt Thomas, Gedelöcke, 1866
- Abu Telfan; oder Heimkehr aus dem Mondgebirge, 1867
- Theklas Erbschaft, 1868
- Im Siegeskranze, 1869
- Der Schüdderump, Der Marsch nach Hause, Des Reiches Krone, 1870
- Der Dräumling, 1872
- Deutscher Mondschein, Christoph Pechlin, 1873
- Meister Autor oder Die Geschichten vom versunkenen Garten, Höxter und Corvey, 1874
- Frau Salome, Vom alten Proteus, Eulenpfingsten, 1875
- Die Innerste, Der gute Tag, Horacker, 1876
- Auf dem Altenteil, 1878
- Alte Nester, Wunnigel, 1879
- Deutscher Adel, 1880
- Das Horn von Wanza, 1881
- Fabian und Sebastian, 1882
- Prinzessin Fisch, 1883
- Villa Schönow, Pfisters Mühle, Zum wilden Mann, Ein Besuch, 1884
- Unruhige Gäste, 1885
- Im alten Eisen, 1887
- Das Odfeld, 1888
- Der Lar, 1889
- Stopfkuchen, 1891
- Gutmanns Reisen, 1892
- Kloster Lugau, 1894
- Die Akten des Vogelsangs, 1896
- Hastenbeck, 1899
- Altershausen (fragment, 1902; publicat el 1911)